# Digital Rights Management

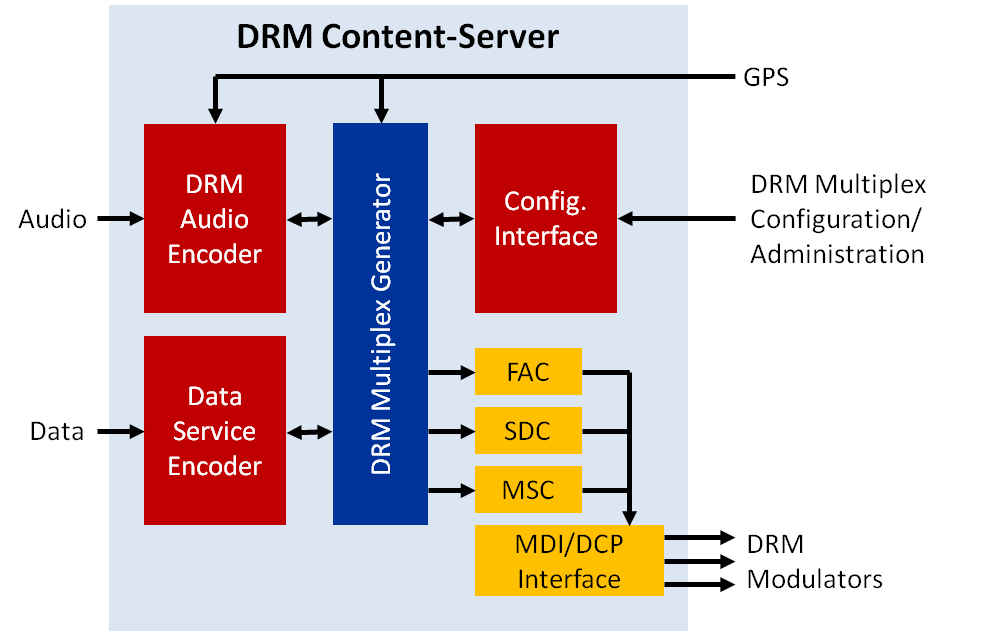
Schema över hur DRM-tekniken fungerar som mellanled mellan det inspelade materialet och uppspelningen.

Digital Rights Management (DRM), även benämnt Digital Restrictions Management, är en samlingsbeteckning för ett flertal olika tekniker som har till mål att från utgivarens perspektiv kontrollera spridning och användning av digitalt material såsom film, musik, ringsignaler och liknande.
DRM-system används bland annat i DVD-spelare, många datorspel och i vissa sorters musikfiler (bland annat WMA och en del AAC-implementationer).
Systemen – och konceptet – är kontroversiella. Förespråkarna hävdar att systemen är nödvändiga för att säkra upphovspersonernas integritet och inkomster, kritikerna menar att de begränsar användares rättigheter mer än vad som är ändamålsenligt, eventuellt mer än vad upphovsrättslagstiftningen skulle tillåta, och är ineffektiva vad gäller de anförda motiven.

## Bakgrund
Behovet att kontrollera användning och kopiering av material blev aktuellt långt före den digitala eran. Till exempel kopierades pappersremsor som styrde självspelande pianon (i användning under tidigt 1900-tal), vilket minskade inkomsterna för originalproducenten. Kopiering har blivit allt lättare och med digitala medier har skillnaden mellan original och kopia försvunnit: kvaliteten kan bibehållas exakt lika vid kopiering.

## Tekniker
Nedan några exempel på DRM-tekniker.

### CSS
Content Scrambling System (CSS) används från ca 1996 på DVD-skivor. Tillverkare av DVD-spelare måste genom avtal förbinda sig att begränsa hur spelarna kunde användas för att få tillgång till nycklar, som behövdes för att avkoda skivornas innehåll. Detta gällde såväl de fysiska DVD-enheterna som programvara för datorer.
Fri programvara kan inte hindra en kunnig användare från att ta reda på hur programvaran fungerar, att leta fram de nycklar programvaran använder och modifiera programvaran att göra vad användaren vill (förutsatt att användaren har kontroll över datorn som används). Därför kunde man inte skriva fri programvara som skulle ha godkänts av DVD-forum och fått tillgång till nycklarna. Inte heller ofri DVD-programvara för Linux fanns tillgänglig.
Man kunde alltså inte använda Linux-system för att spela upp DVD-skivor med CSS, förrän systemet knäcktes och DeCSS utvecklades (i själva verket fanns inte heller lämplig ofri programvara för Linux). DeCSS är i första hand avsett för att spela upp DVD-skivor, men det är trivialt att använda programvaran också för att kopiera skivornas innehåll.

### Protected Media Path
Protected Media Path är ett system i Windows Vista avsett att erbjuda en trygg omgivning för innehåll som skall kunna användas bara på vissa sätt. Systemet erbjuder en stor del av funktionaliteten för uppspelning av DRM-skyddat material och väldefinierade gränssnitt för program och programvarumoduler, som måste godkännas av Microsoft för att få tillgång till nycklarna som behövs.
Systemet kontrollerar vilken annan programvara som körs, och om man till exempel laddar icke-godkänd kod till kärnan så kommer omgivningen att betraktas som osäker, varvid DRM-tolkningen upphör. Innehållet skickas inte heller vidare med full kvalitet till icke-betrodd maskinvara: monitor och högtalare måste kunna visa att de är betrodda och innehållet skickas över endast som krypterat eller på annat sätt modifierat, för att innehållet inte skulle kunna kopieras genom att avlyssna ledningarna. För DVI- och HDMI-utgångar används High-bandwidth Digital Content Protection.
Förutom den normala kritiken mot DRM har systemet kritiserats för att det kan kräva att maskinvarutillverkare hemlighåller delar av maskinvarans funktion och därmed gör det svårare att tillverka fri programvara som använder maskinvaran fullt ut.

#### AACS
Advanced Access Content System (AACS) är det DRM-system som används med Blu-ray- och HD DVD-skivor. Innehållet på skivan krypteras så att man utnyttjar skivans serienummer. Serienumret på normala tomma skivor kan inte ändras och därmed kan innehållet på en skiva inte kopieras som sådant till en annan skiva. Spelarna använder HDCP.
Varje spelare har en egen uppsättning nycklar, så att man kan utesluta en viss spelare (inte endast en modell) från tillgång till innehållet. Dessutom kan en skiva ha korta avsnitt av innehållet i flera versioner, krypterade med olika uppsättningar nycklar. Därmed kan man identifiera vilken spelare som använts om en dekrypterad version av innehållet publiceras, utestänga denna spelare från tillgång på senare publicerat material och vidta rättsliga åtgärder mot innehavaren (förutsatt att man fört bok över till vem spelaren sålts).

## CD-skivor
Standarden för CD-skivor innehåller inga DRM-tekniker; skyddade CD-skivor uppfyller inte standarden (Red Book) och säljs därför inte med CD-logon. De kan inte spelas på alla CD-spelare. De skyddade skivorna utnyttjar skillnader i hur skivorna hanteras av enkla självständiga CD-spelare och av programvaran i datorer. Skivorna är antingen CD-ROM (och kan då lura datorn att köra program som påverkar hur skivan läses) eller CD-skivor med felaktiga kontrollsummor. Ett exempel på det förra är skandalen kring Sony BMG:s rootkit 2005.

## Kritik
Apple ifrågasätter i ett öppet brev till de fyra största musikbolagen nyttan av kopieringsskydd på musik som laddas ner via internetbutiker . EMI är det första av de stora musikbolagen som valt att fortsättningsvis avstå från att använda DRM.
Ett citat från Cory Doctorow illustrerar ganska väl ett av problemen med DRM. "Vi vet att DRM inte fungerar av några grundläggande säkerhetsanledningar. Om du levererar kryptotexten, kryptot och nyckeln och förlitar dig på att fienden inte kombinerar dessa utom under vissa av dig förutbestämda förutsättningar så bor du i dårarnas paradis. Detta är anledningen till att DRM tar år och miljontals dollar att utveckla, bara för att knäckas på några minuter för några pennies och av barnungar. Inte för att ingenjörerna är korkade, utan för att de försöker uppnå det ouppnåeliga". 
Om systemet inte har full kontroll över programvara och hårdvara måste DRM använda sig av kryptering, som därmed måste låsas upp under uppspelning av de komponenter som systemet har kontroll över, vilket tar extra kraft från spelaren. Detta är vanligtvis inget problem på nätdrivna apparater, men har visat sig minska batteritiden med upp till 25% för batteridrivna musikspelare. På system där användaren inte kommer åt filsystem och programvara kan det fortfarande förekomma en enklare varianter av DRM där restriktionshanteringen och uppspelningsfunktionerna är integrerade men innehållet förblir okrypterat.
Termen "Digital Restrictions Management" används bland annat av Free Software Foundation; jfr med begreppet "Treacherous Computing" för säkerhetsplattformen Trusted Computing. Problemet som FSF ser det är inte att användare har praktiska problem; system som DRM är utan effekt om användaren har kontroll över sin apparatur, och FSF vill att var och en skall kunna studera och förbättra den programvara de använder. De två kan omöjligen kombineras. Eftersom också datorer används för att spela upp DRM-material är åtgärderna för att skydda dessa system ett direkt hot mot fri programvara också mer allmänt.
Under senare år har en rad sajter och kampanjer startats för att upplysa användare om vad DRM innebär för dem. En demonstration hölls i Göteborg 3 oktober 2006, vilket rapporterades i metro.se och GP för att skapa uppmärksamhet åt kampanjen DRM.info.

## Itunes tar bort DRM
Den 6 januari 2009 annonserades att Apple tar bort DRM-skyddet på alla sina låtar i Itunes.